# Platensina nigripennis
Platensina nigripennis är en tvåvingeart som beskrevs av Wang 1996. Platensina nigripennis ingår i släktet Platensina och familjen borrflugor. Inga underarter finns listade i Catalogue of Life.